# Eisenbahnen in Nordhessen
Es gab eine Vielzahl von Eisenbahnen in Nordhessen. Das Eisenbahnzeitalter in Nordhessen begann am 30. März 1848 mit der Eröffnung der Carlsbahn Grebenstein–Hümme–Carlshafen der Friedrich-Wilhelms-Nordbahn.
Als Region Nordhessen wird hierbei der IHK-Bezirk Kassel betrachtet. Dieser umfasst die Stadt Kassel und die Landkreise Kassel, Waldeck-Frankenberg, Marburg-Biedenkopf, Hersfeld-Rotenburg, Schwalm-Eder und Werra-Meißner. Dieser Bereich deckt sich auch im überwiegenden Teil mit dem hessischen Zuständigkeitsbereich der ehemaligen Reichsbahndirektion Kassel. Betrachtet man die Frühzeit der Eisenbahn vor 1866, handelt es sich um den nördlich der Stadt Fulda gelegenen Teil Kurhessens und um Waldeck. Heute gehört die Region zum Nordhessischen Verkehrsverbund NVV, nur der mittelhessische Kreis Marburg-Biedenkopf zum Rhein-Main-Verkehrsverbund (RMV).

## Übersichtskarte und Liste der nordhessischen Bahnstrecken
Die Übersichtskarte zeigt alle heute bedienten und ehemaligen Strecken mit Personenverkehr in Nordhessen und den angrenzenden Bereichen. Nicht eingezeichnet ist die Schnellfahrstrecke Hannover–Würzburg. Es folgt eine alphabetisch geordnete Streckenliste:
- Aar-Salzböde-Bahn

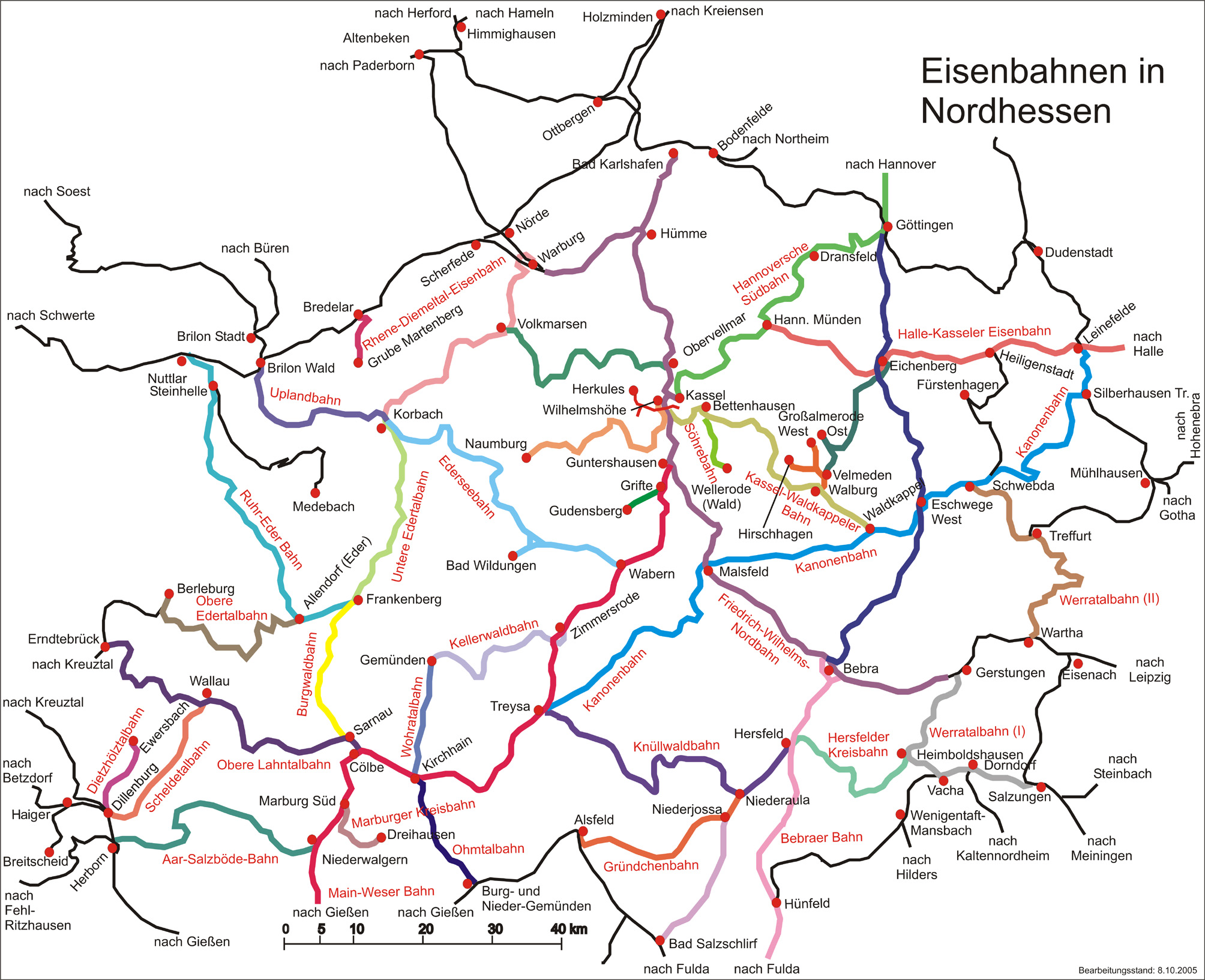
Eisenbahnen in Nordhessen

- Bad Berleburg–Allendorf („Obere Edertalbahn“)[1]
- Bad Hersfeld–Treysa („Knüllwaldbahn“)
- Bad Salzschlirf–Niederjossa
- Carlsbahn
- Dietzhölztalbahn
- Frankfurt–Göttingen
- Friedrich-Wilhelms-Nordbahn
- Gerstungen–Vacha („Werratalbahn“)
- Grifte–Gudensberg
- Gelstertalbahn
- Göttingen–Bodenfelde
- Halle–Bebra
- Halle–Hann. Münden
- Hannöversche Südbahn
- Heiligenstadt–Schwebda
- Herkulesbahn
- Hersfelder Kreisbahn
- Kassel-Naumburger Eisenbahn
- Kassel–Waldkappel („Lossetalbahn“)
- Kellerwaldbahn
- Kirchhain–Burg- und Nieder-Gemünden („Ohmtalbahn“)
- Kreuztal–Cölbe
- Leinefelde–Treysa („Kanonenbahn“)
- Main-Weser-Bahn
- Marburger Kreisbahn
- Mühlhausen–Treffurt
- Niederaula–Alsfeld („Gründchenbahn“)
- Nuttlar–Frankenberg
- Rhene-Diemeltalbahn
- Scheldetalbahn
- Schnellfahrstrecke Hannover–Würzburg
- Schwebda–Wartha („Werratalbahn“)
- Sollingbahn
- Söhrebahn
- Volkmarsen–Obervellmar
- Wabern–Bad Wildungen
- Wega–Brilon Wald
- Walburg–Großalmerode West
- Warburg–Sarnau („Untere Edertalbahn“, „Burgwaldbahn“),[2][1]
- Wohratalbahn

## Geografische und politische Voraussetzungen Mitte des 19. Jahrhunderts
Nordhessen besteht überwiegend aus Hügelland und Mittelgebirge, die Handel und Verkehr hemmen. Zwar waren und sind Weser, Werra und Fulda schiffbar, dies konnte von Kurhessen aber kaum genutzt werden, da die Schifffahrt in Hannoversch Münden von Hannover mit hohen Abgaben (Stapelrecht) belegt war und jederzeit blockiert werden konnte. Um dies zu umgehen, war bereits 1699 das heutige Bad Karlshafen an der Weser kurz vor der Grenze zu Westfalen (Mitte des 19. Jhd. preußisch) gegründet worden, alle damaligen Versuche, von dort einen Kanal über Hofgeismar nach Kassel zu bauen, scheiterten jedoch.
Kurhessen war Mitte des 19. Jahrhunderts im Westen wie Osten (heutiges Nordrhein-Westfalen und Thüringen) von Preußen umgeben und musste um seine Selbständigkeit bangen; andererseits war Preußen an einen funktionierenden Transitverkehr interessiert.
Zudem war und ist Nordhessen, mit Ausnahme von Kassel und seinen Vororten, dünn besiedelt, so hat der Werra-Meißner-Kreis heute nur 107 Einwohner pro Quadratkilometer (Deutschland: 231). Weite Bereiche sind durch Land- und Forstwirtschaft und heute auch durch den Tourismus geprägt; Bergbau und Industrie spielten nur in bestimmten Regionen eine wesentliche Rolle.
Andererseits liegt Nordhessen in Deutschland zentral, wesentliche Handelswege (insbesondere von Frankfurt am Main nach Norddeutschland) führten hier entlang.
Die Eisenbahn in Nordhessen war daher in den Anfangsjahren und ist heute wieder durch Fernverbindungen geprägt. Das Nebenbahnnetz zur Erschließung der Region ist wieder zum größten Teil verschwunden.
Der wichtigste Bahnknoten ist die ehemalige kurhessische Residenzstadt Kassel.

## Geschichte

### Kurhessen bis 1866
In den 1840er Jahren wurden im heutigen Nordhessen der Eisenbahn zuerst zwei Aufgaben zugewiesen. Zum einen sollte endlich ein leistungsfähiger Transportweg zwischen Kassel und (heute: Bad) Karlshafen geschaffen werden, zum anderen eine Ost-West-Verbindung zwischen Erfurt und Köln. Um beide Aufgaben gemeinsam zu lösen, wurde die Friedrich-Wilhelms-Nordbahn geplant und gebaut. Kurhessen war natürlich besonders an dem Abschnitt an die Weser interessiert, der zudem auch relativ kurz war. Daher wurde Kassel–Hofgeismar–Hümme–Karlshafen (Carlsbahn) im März 1848 zuerst eröffnet. Ein Jahr später war die Verbindung von Gerstungen (mit Anschluss an die Bahnstrecke Halle–Bebra) bis Kassel befahrbar, im selben Jahr auch der Abzweig von Hümme bis nach Haueda, dem letzten hessischen Ort vor Warburg (Westfalen). Bis 1853 wurde in Westfalen die Verbindung nach Hamm über Altenbeken, Paderborn und Soest ergänzt.
Ein weiteres Ziel waren Verbindungen nach Frankfurt. Preußen und die thüringischen Städte drängten auf eine möglichst direkte Verbindung über Fulda, Kurhessen wollte allerdings die eigene Residenz stärken und forcierte die Main-Weser-Bahn Kassel–Marburg–Frankfurt. Diese wurde etappenweise von 1849 bis 1853 eröffnet.
Drei Jahre später konnte Kassel auch nach Nordosten, über die Hannöversche Südbahn Hannover–Göttingen–Hann. Münden–Kassel angeschlossen werden. Damit bestand erstmals eine Verbindung von Hannover nach Frankfurt.
In den 1860ern wurde erneut die Verbindung Erfurt–Fulda–Hanau aktuell. Kassel war gut angebunden, der Umweg für den Durchgangsverkehr Erfurt–Frankfurt über Kassel störend. Kurhessen war zunehmend daran interessiert, auch den Südosten des Landes zu erschließen. Es begann daher, eine Strecke Bebra–Hanau konsequent auf eigenem Territorium zu bauen. Bis zur Niederlage im Krieg gegen Preußen 1866 und der folgenden Annexion wurde jedoch nur Bebra–Bad Hersfeld fertig.

### Ausbau des Hauptbahnnetzes
Der Bau der Strecke nach Hanau wurde fortgesetzt. Obwohl zwischen Bad Hersfeld und Fulda nun das nicht annektierte (zu Hessen-Darmstadt gehörende) Fuldatal frei gewesen wäre, wurde an den kurhessischen Planungen festgehalten und die Strecke mit einigen Steigungen über Hünfeld gebaut.
In den ersten Jahren nach dem Krieg von 1866 ging es noch um die vorerst letzte auf Kassel zielende Hauptbahn, die Bahnstrecke Halle–Hann. Münden von Halle (Saale) über Nordhausen nach Hann. Münden, wo sie sich an die bestehende Strecke nach Kassel anschließen sollte. Diese war bereits 1867 bis Arenshausen, kurz vor der hessischen Grenze, fertiggestellt worden, die weitere Trassierung (über Hann. Münden oder Kaufungen) blieb umstritten. Nach längeren Verhandlungen einigte man sich auf einen Anschluss in Hann. Münden an die Hannöversche Südbahn, die entsprechend ausgebaut wurde. Arenshausen–Hann. Münden über Witzenhausen wurde 1872 eröffnet.
Bis 1991 wurden dann nur noch Hauptbahnen durch Nordhessen errichtet, die Kassel und seinen als Kopfbahnhof gebauten Hauptbahnhof umgingen.
1875/76 wurde die Verbindung Bebra–Friedland über Eschwege-Niederrhone, Bad Sooden-Allendorf und Eichenberg in Betrieb genommen. Damit war das letzte Stück der späteren Nord-Süd-Strecke fertig. Der Schnittpunkt mit der Bahnstrecke Halle–Hann. Münden in Eichenberg wurde zu einem bedeutenden Bahnknoten.
1878 erhielt Bad Karlshafen seinen zweiten Bahnhof an der Sollingbahn, das hessische Vernawahlshausen seinen ersten.
Mit der Bahnstrecke Leinefelde–Treysa folgte bis 1880 noch eine Querverbindung Leinefelde–Eschwege–Malsfeld–Homberg–Treysa. Als Teil der Kanonenbahn, einer Nachschublinie gegen Frankreich, war sie ausdrücklich nicht für den zivilen Verkehr gedacht und auch nur begrenzt dazu geeignet, auch militärisch blieb sie eher unbedeutend.
In der Zeit bis zum Ersten Weltkrieg wurden die Bahnknoten, insbesondere in Kassel und Bebra, weiter ausgebaut. Dazu gehörten auch Verbindungen zwischen den Fernstrecken wie die „Berliner Kurve“, auf der ab 1914 Bebra von Erfurt nach Frankfurt umfahren werden konnte. Weitere Hauptstrecken wurden bis zum Bau der Schnellfahrstrecke Hannover–Würzburg nicht mehr angelegt.
Bis auf die Kanonenbahn, die nach dem Versailler Vertrag zur Nebenbahn abgestuft wurde, entwickelten sich alle Hauptbahnen gut und sind bis heute in Betrieb.

### Wachstum der Nebenbahnen bis 1945
Auch in Nordhessen wurden zahlreiche Nebenbahnen gebaut. Schmalspurbahnen wie die Herkulesbahn blieben die Ausnahme, so dass durchgehende Fahrten (z. B. Eilzüge Eschwege–Hess. Lichtenau–Kassel oder D-Züge Ruhrgebiet–Korbach–Bad Wildungen) möglich waren.

### Ausbau der Fernstrecken seit 1945
Das Netz der Hauptstrecken war durch die deutsche Teilung kaum getroffen worden, nur die Bahnstrecke Halle–Hann. Münden wurde zwischen Eichenberg und Arenshausen unterbrochen. Für die Bahnstrecke Halle–Bebra wurde, um die Grenze zwischen Gerstungen und Eisenach nicht mehrfach zu queren, die Bahnstrecke Förtha–Gerstungen gebaut, die ausschließlich durch die DDR führte.
Die Verbindung Göttingen–Eichenberg–Bebra–Bad Hersfeld–Fulda stieg als Bestandteil der Nord-Süd-Strecke zu einer der wichtigsten Bahnstrecken Deutschlands auf. Auch die auf Kassel zulaufenden Hauptstrecken blieben bedeutend. Von 1963 (Nord-Süd-Strecke) bis 1995 (Bebra–Erfurt) wurden mit Ausnahme der Sollingbahn alle Hauptbahnen in Nordhessen elektrifiziert.
Im Intercity-Netz der 1970er und 1980er Jahre blieb Kassel weitgehend ausgespart, die Fernzüge nahmen den Weg von Göttingen über Eschwege-West nach Bebra. Von Kassel fuhren Zubringerzüge zu diesen beiden Bahnhöfen.
1990 wurde die Bahnstrecke Halle–Hann. Münden bei Eichenberg wieder geöffnet. Sie dient heute überwiegend dem Güter- und Regionalverkehr.
1991 wurde die Schnellfahrstrecke Hannover–Würzburg und mit ihr der neue Bahnhof Kassel-Wilhelmshöhe eröffnet. Daraufhin wurde der Fernverkehr auf der alten Strecke stark reduziert, insbesondere Bebra verlor den Status als Umsteigeknoten.
Nach dem Ausbau der Thüringer Bahn (bis 1995) werden 2008 Intercity vom Ruhrgebiet über Kassel, Bebra und Eisenach nach Erfurt und ICE von Frankfurt über Bad Hersfeld nach Leipzig angeboten.

## Einstellungen, Reaktivierungen und Zukunftsplanungen im Personenverkehr

### Übersicht der Einstellungen
| Stilllegung        | Streckenabschnitt                                 | Streckenname                  |
| ------------------ | ------------------------------------------------- | ----------------------------- |
| 1922               | Bredelar–Martenberg                               | Rhene-Diemeltal-Eisenbahn     |
| 31. Dezember 1925  | Kassel (Palmenbad)–Kassel (Dönche)                | Herkulesbahn                  |
| 31. Dezember 1940  | Zeche Herkules–Hohes Gras                         | Herkulesbahn                  |
| 31. Dezember 1940  | Neu Holland–Zeche Herkules                        | Herkulesbahn                  |
| 2. April 1945      | Schwebda–Geismar                                  | Kanonenbahn                   |
| 2. Mai 1945        | Falken–Mihla                                      | Werratalbahn (II)             |
| 3. Juli 1945       | Treffurt–Heldra                                   | Werratalbahn (II)             |
| 24. Juli 1945      | Arenshausen–Eichenberg                            | Halle-Kasseler Eisenbahn      |
| 2. Mai 1949        | Treffurt–Falken                                   | Werratalbahn (II)             |
| 4. Oktober 1953    | Widdershausen–Heringen                            | Werratalbahn (I)              |
| 31. Dezember 1954  | Grifte–Gudensberg                                 | Grifte-Gudensberger Kleinbahn |
| 30. November 1956  | Marburg Süd–Dreihausen                            | Marburger Kreisbahn           |
| 29. Mai 1960       | Heringen–Heimboldshausen                          | Werratalbahn (I)              |
| 29. September 1962 | Philippsthal–Vacha                                | Werratalbahn (I)              |
| 30. September 1962 | Wartha–Mihla                                      | Werratalbahn (II)             |
| 30. Mai 1964       | Bad Salzschlirf–Niederjossa                       |                               |
| 30. November 1965  | Kirchweg–Brasselsberg                             | Herkulesbahn                  |
| 11. April 1966     | Luisenhaus–Herkules                               | Herkulesbahn                  |
| 1. September 1966  | Kassel-Bettenhausen–Wellerode Wald                | Söhrebahn                     |
| 25. September 1966 | Wanfried–Heldra                                   | Werratalbahn (II)             |
| 14. November 1966  | Winterberg–Allendorf (Eder)                       |                               |
| 28. Mai 1967       | Volkmarsen–Warburg                                | Twistetalbahn                 |
| 2. Februar 1970    | Heldra–Wanfried                                   | Werratalbahn (II)             |
| 1. März 1970       | Hümme–Karlshafen linkes Ufer                      | Friedrich-Wilhelms-Nordbahn   |
| 28. Mai 1972       | Gemünden (Wohra)–Kirchhain                        | Wohratalbahn                  |
| 28. Mai 1972       | Zimmersrode–Gemünden (Wohra)                      | Kellerwaldbahn                |
| 3. Juni 1973       | Walburg–Großalmerode West                         |                               |
| 3. Juni 1973       | Velmeden–Großalmerode Ost–Eichenberg              | Gelstertalbahn                |
| 26. Mai 1974       | Alsfeld–Niederaula                                | Gründchenbahn                 |
| 26. Mai 1974       | Malsfeld–Waldkappel                               | Kanonenbahn                   |
| 23. August 1977    | Oberaula–Niederaula                               | Knüllwaldbahn                 |
| 5. September 1977  | Kassel-Wilhelmshöhe West–Naumburg                 | Kassel-Naumburger Eisenbahn   |
| 1. Juni 1980       | Kirchhain–Burg- und Nieder-Gemünden               | Ohmtalbahn                    |
| 31. Mai 1981       | Bad Berleburg–Allendorf (Eder)–Frankenberg (Eder) | Obere Edertalbahn             |
| 31. Mai 1981       | Heimboldshausen–Philippsthal                      | Werratalbahn (I)              |
| 31. Mai 1981       | Treysa–Malsfeld                                   | Kanonenbahn                   |
| 1. Juni 1984       | Treysa–Oberaula                                   | Knüllwaldbahn                 |
| 2. Juni 1984       | Bad Hersfeld–Niederaula                           | Knüllwaldbahn                 |
| 31. Mai 1985       | Walburg (H/N)–Waldkappel                          | Kassel-Waldkappeler Bahn      |
| 29. Mai 1987       | Dillenburg–Ewersbach                              | Dietzhölztalbahn              |
| 30. Mai 1987       | Dillenburg–Wallau                                 | Scheldetalbahn                |
| 30. Mai 1987       | Volkmarsen–Korbach                                | Twistetalbahn                 |
| 30. Mai 1987       | Korbach–Frankenberg                               | Untere Edertalbahn            |
| 2. Dezember 1988   | Schwebda–BD Grenze (Ri.Geismar/Großtöpfer)        | Kanonenbahn                   |
| 1. Juni 1993       | Eschwege/West–Waldkappel                          | Kanonenbahn                   |
| 30. Dezember 1993  | Heimboldshausen–Hattorf                           | Werratalbahn (I)              |
| 30. Dezember 1993  | Bad Hersfeld–Heimboldshausen                      | Hersfelder Kreisbahn          |
| 27. Mai 1995       | Bergheim-Giflitz–Korbach                          | Ederseebahn                   |
| 27. Mai 1995       | Niederwalgern–Hartenrod                           | Aar-Salzböde-Bahn             |
| 1. Dezember 1995   | Eschwege–Wanfried                                 | Kanonenbahn/Werratalbahn (II) |
| 9. Juni 2001       | Herborn–Hartenrod                                 | Aar-Salzböde-Bahn             |
| 9. Juni 2001       | Vacha–Bad Salzungen                               | Werratalbahn (I)              |

### Streckeneröffnungen nach 1989
| Eröffnung          | Streckenabschnitt                                   | Streckenname                                     |
| ------------------ | --------------------------------------------------- | ------------------------------------------------ |
| 26. Mai 1990       | Arenshausen–Eichenberg                              | Bahnstrecke Halle–Hann. Münden                   |
| 2. Juni 1991       | Fulda–Kassel-Wilhelmshöhe–Hannover                  | Schnellfahrstrecke Hannover–Würzburg             |
| 28. Mai 1995       | Kassel–Großenritte                                  | Kassel-Naumburger Eisenbahn (Straßenbahnbetrieb) |
| 1. Mai 1996        | Bergheim-Giflitz–Hemfurth-Edersee                   | e.on-Anschlussgleis                              |
| 4. Oktober 1998    | Volkmarsen–Korbach                                  | Twistetalbahn                                    |
| 29. September 1999 | Korbach–Korbach Süd                                 | Untere Edertalbahn                               |
| 8. Juni 2001       | Kaufungen Papierfabrik–Helsa                        | Lossetalbahn (Regiotram)                         |
| 28. Januar 2006    | Helsa–Hessisch Lichtenau                            | Lossetalbahn (Regiotram)                         |
| 12. Dezember 2009  | Eschwege – Eschwege West – Abzw. Eschwege Stegmühle | Bahnstrecke Leinefelde–Treysa                    |
| 12. Dezember 2009  | Abzw. Niederhone – Abzw. Eschwege Wehre             | Nordkurve Eschwege                               |
| 14. September 2015 | Frankenberg–Korbach Süd                             | Untere Edertalbahn                               |

Die Strecken mit Straßenbahn- bzw. Regiotram-Betrieb haben teilweise andere Trassenführungen als die historischen Strecken.

### Zukunftsplanungen
Langfristig soll die Bahnstrecke Halle–Bebra mit Verbindungskurven aus dem Bereich Bebra an die Schnellfahrstrecke angeschlossen werden. Zwischen den Strecken Warburg–Kassel und Kassel–Hann. Münden ist die Kurve Kassel geplant, um ohne Fahrtrichtungswechsel von Halle in das Ruhrgebiet fahren zu können.
Das Netz der RegioTram Kassel soll weiter ausgebaut werden.

## Historische Überlieferung
Ein großer Teil der schriftlichen Überlieferung zur Geschichte des Eisenbahnwesens in Nordhessen wird heute im Hessischen Staatsarchiv Marburg aufbewahrt. So besitzt das Archiv z. B. das erhaltene Schriftgut der Direktion der Main-Weser-Bahn (Laufzeit: 1832–1868) und der 1974 aufgelösten Bundesbahndirektion Kassel (Laufzeit: 1851–1967). Beide Bestände sind größtenteils erschlossen und über Archivinformationssystem Hessen (Arcinsys Hessen) recherchierbar.